# مونیک هندرسون
مونیک هندرسون (انگلیسی: Monique Henderson؛ زادهٔ ۱۸ فوریه ۱۹۸۳) دونده اهل ایالات متحده آمریکا است.
وی در مسابقات کشوری و بین‌المللی در مجموع برندهٔ ۲ مدال طلا شده‌است.